# 井上謙 (日本文学者)
井上 謙（いのうえ けん、1928年（昭和3年）3月17日 - 2013年（平成25年）2月8日）は、日本近代文学研究者。

## 経歴
東京府生まれ。日本大学大学院、秋田県立大館鳳鳴高等学校・実践学園教諭、日本大学理工学部助教授、教授を経て、1989年近畿大学文芸学部教授。99年定年退任。主として横光利一を研究対象とした。

## 著書
- 『横光利一』桜楓社、1974 近代文学資料
- 『評伝横光利一』桜楓社、1975
- 『森敦あれから十年』文泉堂出版、1984
- 『横光利一 評伝と研究』おうふう、1994
- 『森敦論』笠間書院、1997
- 『東京文学探訪 大正・昭和を見る、歩く』日本放送出版協会、2002－03 NHKカルチャーアワー 文学と風土
- 『東京文学探訪 明治を見る、歩く』日本放送出版協会 NHKライブラリー、2002
- 『横浜・鎌倉・湘南を歩く』日本放送出版協会、2006 NHKカルチャーアワー 文学探訪
- 『C58(シゴハチ)坂を上る』松本忠絵 銀の鈴社 銀鈴叢書、2013

## 編・共編
- 『横光利一』編 文泉堂出版、1978 叢書現代作家の世界
- 『川端康成と横光利一』羽鳥徹哉共編 翰林書房、1995 日本文学コレクション
- 『近代文学の多様性』編 翰林書房、1998
- 『定本横光利一全集 補巻』保昌正夫・栗坪良樹共編集・校訂 河出書房新社、1999
- 『向田邦子鑑賞事典』神谷忠孝共編 翰林書房、2000
- 『横光利一事典』神谷忠孝・羽鳥徹哉共編 おうふう、2002
- 『有吉佐和子の世界』半田美永、宮内淳子共編 翰林書房、2004
- 『横光利一歐洲との出会い 『歐洲紀行』から『旅愁』へ』掛野剛史、井上明芳共編 おうふう、2009

## 翻訳
- デニス・キーン『モダニスト横光利一』伊藤悟共訳 河出書房新社、1982

## 参考
- セブンネット
- 『文藝年鑑』2012